# Helmut Freitag
Helmut Freitag (* Juli 1960 in Bad Kreuznach) ist ein deutscher Pianist, Organist, Dirigent und Hochschullehrer.

## Ausbildung
Freitag studierte in Saarbrücken, Düsseldorf und Genf Kirchenmusik (A-Examen), Schulmusik (Staatsexamen für Geschichte und Musik) und Orchesterleitung (Diplom mit Auszeichnung). Seine Lehrer waren André Luy, Lionel Rogg, Jean Micault, Hans Drewanz und Hartmut Schmidt.

## Berufliches
1988 bis 1991 leitete er die Musikschule des Landkreises Kaiserslautern. Seit 1989 leitet er das  Kammerorchester Kaiserslautern. Mit diesem ist er in den  USA, Skandinavien, Schweiz und Italien aufgetreten. Zum Ostermontag 1991 wurde er Bezirkskantor der evangelischen Dekanate Kaiserslautern und Otterbach. 2001 wurde er zum Kirchenmusikdirektor ernannt. Ebenfalls seit 1991 hat er einen Lehrauftrag für Gesangskorrepetition an der Musikhochschule Mannheim inne.  2002 erfolgte die Ernennung zum Universitätsmusikdirektor der Universität des Saarlandes. 2007 ernannte ihn die Universität des Saarlandes zum Honorarprofessor für Musikwissenschaft.
Helmut Freitag ist der Initiator des im Jahre 2009 eingerichteten Carillons in der Kaiserslauterer Stiftskirche, das mit 47 Glocken zu einem der größten Instrumente dieser Art in Deutschland gehört. Mit seinen Solo-Orgelkonzerten trat er in nahezu allen europäischen Ländern auf.
2017 wurde Freitag mit der Dissertation Komponisten der Naheregion:Gerhard Fischer-Münster, Fridel Grenz, Magdalene Schauß-Flake, Dieter Wellmann. Studien zur regionalen Kirchenmusik unter besonderer Berücksichtigung der Werke für Orgel zum Dr. phil. promoviert.

## Auszeichnungen
- 2006: Kulturpreis der Stadt Bad Kreuznach.[4]
- 2025: Kulturpreis der Stadt Interlaken.[5]